# Stateville Correctional Center
Stateville Correctional Center, vroeger Stateville Penitentiary (Nederlands: Correctiecentrum Stateville, in het verleden Stateville Gevangenis) is een Amerikaanse gevangenis in de voorstad Crest Hill nabij Joliet in de staat Illinois. De gevangenis is sinds 1925 in bedrijf. In 2024 werd besloten dat de gevangenis nog in dat jaar moest sluiten in verband met de slechte staat van het gebouw.

## Geschiedenis
Stateville werd tussen 1916 en 1924 gebouwd. Het moest een oudere gevangenis, Joliet Prison, vervangen die al sinds het midden van de 19e eeuw in Joliet stond en waar de omstandigheden intussen onmenselijk waren geworden. Het architectenbureau van William Carbys Zimmermann nam de opdracht aan en reisde, voor hij tot zijn plan kwam, eerst door Europa om daar inspiratie op te doen. Zimmermann kwam terug met een plan dat gebaseerd was gebaseerd op Jeremy Benthams panopticon. Dit was een type gevangenis waarbij in het midden een toren voor de bewaarders stond en de gevangenis om die toren heen gebouwd was. Hierdoor konden de cipiers van alle kanten de gevangenis in de gaten houden en zouden de gevangenen hen altijd zien zitten en zich, door deze continue surveillance, beter gaan gedragen. Stateville was het grootste panopticon ooit in gebruik genomen als gevangenis. In Illinois bleek dit systeem echter niet goed te werken. Doordat de gevangen ook altijd de bewaarders goed konden zien, was het moeilijk om gevangenen te betrappen wanneer zij illegale activiteiten tentoon spreidden. Zij zagen immers de cipier al ver van tevoren aankomen en stopten direct met wat zij deden.

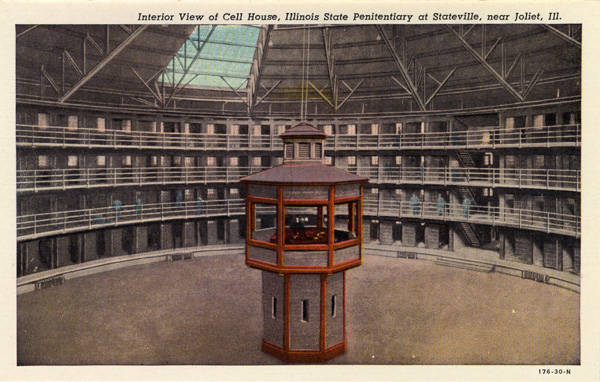
Binnenzijde van één van de panopticons van Stateville (circa 1930)

De autoriteiten kozen er dan al snel voor om de ronde gebouwen te slopen en plaatsten er langwerpige cellenblokken met een middenpad voor in de plaats. Andere overweging hiervoor was waarschijnlijk dat er zo minder loze ruimte (het midden van het panopticon) overbleef en de cellen groter konden worden zonder dat daar direct meer ruimte voor nodig was. De eerste celen van het gebouw waren 2 meter breed en elke verdieping had 64 cellen. Er werden vier panoticons gebouwd, met elk vier verdiepingen, wat dus ruimte gaf voor 1 024 gevangenen, omdat er slechts één gevangene per cel werd opgesloten, iets wat heden ten dage enkel wordt gedaan als uiterste strafmaatregel.
Toch werden niet alle panopticons gesloten. Tot november 2016 was nog altijd één van de vier in gebruik, het zogeheten F-House, hoewel hier veel kritiek op kwam door de inhumane leefomstandigheden in dit deel van de gevangenis. Niet alleen was er veel achterstallig onderhoud, maar ook lekkage en een schimmel- en kakkerlakkenplaag in dit deel van de gevangenis. Men besloot daarop in 2016 het gebouw niet langer te gebruiken, hoewel het in de coronapandemie toch weer gebruikt werd om besmette gevangenen te isoleren.
Iets anders waar ook veel kritiek op kwam was het Stateville malaria onderzoek. In de jaren 1940 en 1950 bestudeerden onderzoekers, gesponsord door de Amerikaanse krijgsmacht, mogelijk nieuwe wijzen om malaria te bestrijden. Hoewel de gevangenen die meededen allemaal moesten tekenen dat ze wisten waar het onderzoek over ging en dus geïnformeerde toestemming leken te geven, stond in de papieren die ze tekenden niets over mogelijke bijwerkingen van de experimentele medicatie. Ook andere keuzes van de onderzoekers - zo besloten ze sommige gevangenen als voedselbron voor de gebruikte muggen te gebruiken en andere gevangenen te infecteren met malaria en als levende malariaopslagplaats te gebruiken - werden niet expliciet gemaakt.

## Huidige situatie
Momenteel is de gevangenis in zodanig slechte staat dat in augustus 2024 door een nationale rechter in Amerika werd besloten dat de gevangenis moest sluiten. Op dat moment woonden er nog zo'n 400 gevangenen. Eerder dat jaar had de gouverneur van Illinois al aangekondigd de gevangenen te willen verdelen over verschillende andere gevangenissen en de gevangenis te willen sluiten. Hier leek al een begin mee gemaakt te zijn, omdat in juli 2024 er nog bijna 600 gevangenen in de gevangenis aanwezig waren, de meesten van hen zwarten (71%). De gevangenis was daarmee voor nog geen 60% vol. De rechter besloot dat de volledige sluiting uiterlijk 30 september 2024 voltrokken moest zijn.
De gevangenis was ook in 2024 nog altijd bedoeld voor de zwaarste gevallen. 51% Van de gevangenen had een moord begaan en 23% van de gevallen een zogeheten class X-misdrijf dat zodanig ernstig is dat in het uiterste geval een gevangenisstraf van 60 jaar kan worden opgelegd. In 2024 werden er in Illinois en in gevolg Stateville geen doodstraffen meer uitgevoerd; de laatste doodstraf werd in 1999 uitgevoerd in deze staat. Tot een jaar daarvoor werden executies nog actief in Stateville uitgevoerd.

## Bekende gevangenen
Omdat het overgrote deel van de mensen in Stateville opgesloten was voor moord, zijn er een groot aantal bekende (serie)moordenaars die in Stateville woonden of geëxecuteerd werden. Onder hen waren:
- Nathan Freudenthal Leopold Jr.  en Richard Albert Loeb - ontvoerden en vermoordden in 1924 een 14-jarige jongen uit Chicago
- Richard Speck - vermoordde acht verpleegsters in 1966
- John Wayne Gacy - vermoordde 33 mannen en jongens in de jaren 1970; geëxecuteerd in Stateville
- James Files - poging tot moord op twee politieagenten in 1992, beweerde John F. Kennedy vermoord te hebben

## Gallerie
- Geïdealiseerde versie van Stateville Penetentiary, met de geplande maar nooit uitgevoerde acht panopticons. Het werden er uiteindelijk vier
- Stateville omtrent de jaren 1940, met slechts vier panopticons, nog geen van de panopticons gesloopt
- Eetzaal in Stateville met panopticoneffect, jaren 1940
- Eerder genoemde Nathan Leopold in Stateville, omstreeks 1929